# Michael Lockwood (muzyk)
Michael Dean Lockwood (ur. 22 maja 1961 w Hawthorne) – amerykański gitarzysta i producent muzyczny, występował z takimi wykonawcami jak: Lisa Marie Presley, Aimee Mann, Fiona Apple, Carly Simon czy Bijou Phillips.

## Życiorys
Urodził się w Hawthorne w Kalifornii. W 1979 roku ukończył Highland High School w Bakersfield w Kalifornii.
W 1985 Lockwood dołączył do grupy Hollywood Lions & Ghosts, z którą później podpisał kontrakt z EMI America Records i nagrał swój pierwszy album w Londynie. Po wydaniu drugiej płyty, w 1989 roku zmieniło się kilku członków. Utworzył lokalny popowy zespół Wink z Michaelem Marquesenem, Tony'em Babylonem i Brianem Keatsem.
22 stycznia 2006 podczas małej ceremonii w Kioto w Japonii poślubił Lisę Marie Presley, córkę Priscilli i Elvisa Presleyów. 7 października 2008 roku przyszły na świat ich dwie córki bliźniaczki - Finley Aaron Love i Harper Vivienne Ann.
Lockwood był głównym gitarzystą w trasie promującej album Lisy Marie Presley "Storm & Grace", która rozpoczęła się 14 czerwca 2012 roku.
W czerwcu 2016 roku Lisa Marie Presley wniosła o rozwód.
W wyroku sądowym w tygodniu z 13 lutego 2017 r. Lisa Marie poinformowała, że na komputerze Lockwooda znalazła setki obrazów i filmów z pornografią dziecięcą.